# La máscara del ángel (telenovela)
La máscara del ángel es una telenovela mexicana que se transmitió por el Canal 4 de Telesistema Mexicano en 1964. Protagonizada por María Rivas, Guillermo Murray y la participación antagónica de Patricia Morán.

## Elenco
- María Rivas
- Guillermo Murray
- Patricia Morán
- Fernando Mendoza
- Jorge Mondragón
- Maruja Grifell

## Datos a resaltar
- La telenovela está grabada en blanco y negro.